# 尾﨑春樹
尾﨑 春樹（おざき はるき、1953年 - ）は、目白大学や目白研心中学校・高等学校を運営する学校法人目白学園理事長。長らく文部官僚として教育行政の政策決定に関わり、国立教育政策研究所の所長としてPISA（OECD生徒の学習到達度調査）の開発や調査、運営を指揮した。特に、ゆとり教育の主要政策の一つであった総合的な学習の時間の学校現場での習熟と、ゆとり教育後の全国学力学習状況調査の導入等があいまって、活用力等の学力の向上につながったと主張したことで知られる。

## 経歴
福岡県生まれ。
福岡県立小倉高等学校に学び、東京大学法学部を卒業して、1982年に当時の文部省に入省した。
厚生労働省保育課長などを経験した後、文部科学省では、初等中等教育局財務課長（2006年7月 - 2007年6月）、大臣官房政策課長（2007年7月 - 2008年6月）、大臣官房審議官（スポーツ・青少年局担当）（2008年7月 - 2010年6月）、大臣官房審議官（初等中等教育局担当）（2010年7月 - 2012年7月）などを歴任した。
2012年8月に国立教育政策研究所長となり、2014年3月に退任した。
2014年7月に学校法人目白学園専務理事となり、2015年1月に理事長となった。

## 著書
- 教育法講義：教育制度の解説と主要論点の整理、悠光堂、2013年（改訂版：2016年）